# Marco Lukka
Marco Lukka (Pärnu, 4 dicembre 1996) è un calciatore estone, difensore del Flora Tallinn e della nazionale estone.

## Carriera

### Club
Ha giocato nella prima divisione estone.

### Nazionale
Nel 2021 ha esordito in nazionale.

## Statistiche

### Cronologia presenze e reti in nazionale
| Cronologia completa delle presenze e delle reti in nazionale ― Estonia | Cronologia completa delle presenze e delle reti in nazionale ― Estonia | Cronologia completa delle presenze e delle reti in nazionale ― Estonia | Cronologia completa delle presenze e delle reti in nazionale ― Estonia | Cronologia completa delle presenze e delle reti in nazionale ― Estonia | Cronologia completa delle presenze e delle reti in nazionale ― Estonia | Cronologia completa delle presenze e delle reti in nazionale ― Estonia | Cronologia completa delle presenze e delle reti in nazionale ― Estonia |
| Data                                                                   | Città                                                                  | In casa                                                                | Risultato                                                              | Ospiti                                                                 | Competizione                                                           | Reti                                                                   | Note                                                                   |
| ---------------------------------------------------------------------- | ---------------------------------------------------------------------- | ---------------------------------------------------------------------- | ---------------------------------------------------------------------- | ---------------------------------------------------------------------- | ---------------------------------------------------------------------- | ---------------------------------------------------------------------- | ---------------------------------------------------------------------- |
| 5-9-2021                                                               | Tallinn                                                                | Estonia                                                                | 0 – 1                                                                  | Irlanda del Nord                                                       | Amichevole                                                             | -                                                                      |                                                                        |
| 8-9-2021                                                               | Cardiff                                                                | Galles                                                                 | 0 – 0                                                                  | Estonia                                                                | Qual. Mondiali 2022                                                    | -                                                                      | 86’                                                                    |
| 29-3-2022                                                              | Larnaca                                                                | Cipro                                                                  | 2 – 0                                                                  | Estonia                                                                | UEFA Nations League 2020-2021 - Play-out                               | -                                                                      | 54’                                                                    |
| 13-6-2022                                                              | Tirana                                                                 | Albania                                                                | 0 – 0                                                                  | Estonia                                                                | Amichevole                                                             | -                                                                      | 57’                                                                    |
| 17-6-2023                                                              | Baku                                                                   | Azerbaigian                                                            | 1 – 1                                                                  | Estonia                                                                | Qual. Euro 2024                                                        | -                                                                      | 83’                                                                    |
| 12-1-2024                                                              | Paphos                                                                 | Svezia                                                                 | 2 – 1                                                                  | Estonia                                                                | Amichevole                                                             | -                                                                      | 87’                                                                    |
| Totale                                                                 |                                                                        | Presenze                                                               | 6                                                                      |                                                                        | Reti                                                                   | 0                                                                      |                                                                        |

## Palmares

### Club

#### Competizioni nazionali
- Campionato estone: 5

Flora Tallinn: 2017, 2019, 2020, 2022, 2023
- Coppa d'Estonia: 1

Flora Tallinn: 2019-2020
- Supercoppa d'Estonia: 2

Flora Tallinn: 2021, 2024

#### Competizioni internazionali
- Coppa della Livonia: 1

Flora Tallinn: 2023